# Шарнекл
Шарнекл (фр. Charnècles) насеље је и општина у источној Француској у региону Рона-Алпи, у департману Изер која припада префектури Гренобл.
По подацима из 2011. године у општини је живело 1489 становника, а густина насељености је износила 284,7 становника/km². Општина се простире на површини од 5,23 km². Налази се на средњој надморској висини од 375 метара (максималној 405 m, а минималној 260 m).

## Демографија
| 1962. | 1968. | 1975. | 1982. | 1990. | 1999. | 2011. |
| ----- | ----- | ----- | ----- | ----- | ----- | ----- |
| 566   | 579   | 644   | 858   | 1.044 | 1.363 | 1.489 |

График промене броја становника у току последњих година